# Banglades a 2000. évi nyári olimpiai játékokon
Banglades az ausztráliai Sydneyben megrendezett 2000. évi nyári olimpiai játékok egyik részt vevő nemzete volt. Az országot az olimpián 3 sportágban 5 sportoló képviselte, akik érmet nem szereztek.

## Atlétika
Férfi
| Versenyző           | Versenyszám | Előfutam      | Előfutam      | Előfutam      | Negyeddöntő | Negyeddöntő | Negyeddöntő | Elődöntő | Elődöntő | Elődöntő | Döntő   | Döntő    |
| Versenyző           | Versenyszám | Idő           | Hely.         | Össz.         | Idő         | Hely.       | Össz.       | Idő      | Hely.    | Össz.    | Idő     | Helyezés |
| ------------------- | ----------- | ------------- | ------------- | ------------- | ----------- | ----------- | ----------- | -------- | -------- | -------- | ------- | -------- |
| Mohamed Mahbub Alam | 200 m       | nem ért célba | nem ért célba | nem ért célba | kiesett     | kiesett     | kiesett     | kiesett  | kiesett  | kiesett  | kiesett | kiesett  |

Női
| Versenyző   | Versenyszám | Előfutam | Előfutam | Előfutam | Negyeddöntő | Negyeddöntő | Negyeddöntő | Elődöntő | Elődöntő | Elődöntő | Döntő   | Döntő    |
| Versenyző   | Versenyszám | Idő      | Hely.    | Össz.    | Idő         | Hely.       | Össz.       | Idő      | Hely.    | Össz.    | Idő     | Helyezés |
| ----------- | ----------- | -------- | -------- | -------- | ----------- | ----------- | ----------- | -------- | -------- | -------- | ------- | -------- |
| Foujia Huda | 100 m       | 12,75    | 8.       | 71.      | kiesett     | kiesett     | kiesett     | kiesett  | kiesett  | kiesett  | kiesett | kiesett  |

## Sportlövészet
Női
| Versenyző       | Versenyszám           | Selejtező | Selejtező | Döntő   | Döntő    |
| Versenyző       | Versenyszám           | Pont      | Helyezés  | Pont    | Helyezés |
| --------------- | --------------------- | --------- | --------- | ------- | -------- |
| Sabrina Sultana | Légpuska              | 383       | 46.       | kiesett | kiesett  |
| Sabrina Sultana | Sportpuska, összetett | 554       | 38.       | kiesett | kiesett  |

## Úszás
Férfi
| Versenyző           | Versenyszám | Előfutam | Előfutam | Előfutam | Elődöntő | Elődöntő | Elődöntő | Döntő   | Döntő    |
| Versenyző           | Versenyszám | Idő      | Hely.    | Össz.    | Idő      | Hely.    | Össz.    | Idő     | Helyezés |
| ------------------- | ----------- | -------- | -------- | -------- | -------- | -------- | -------- | ------- | -------- |
| Karar Samedul Islam | 100 m mell  | 1:14,93  | 6.       | 64.      | kiesett  | kiesett  | kiesett  | kiesett | kiesett  |

Női
| Versenyző   | Versenyszám | Előfutam | Előfutam | Előfutam | Elődöntő | Elődöntő | Elődöntő | Döntő   | Döntő    |
| Versenyző   | Versenyszám | Idő      | Hely.    | Össz.    | Idő      | Hely.    | Össz.    | Idő     | Helyezés |
| ----------- | ----------- | -------- | -------- | -------- | -------- | -------- | -------- | ------- | -------- |
| Doli Akhtar | 100 m mell  | kizárták | kizárták | kizárták | kiesett  | kiesett  | kiesett  | kiesett | kiesett  |